# ثيودور الكورسيكي
ثيودور الأول ملك كورسيكا (25 أغسطس 1694 - 11 ديسمبر 1756)؛ وُلد باسم فرايهر ثيودور ستيفان فون نوهوف، وكان مغامرًا ألمانيًا، ثم ملكًا لكورسيكا لفترة وجيزة.

## السيرة الذاتية
وُلِد ثيودور فون نوهوف في كولونيا لأحد النبلاء من وستفاليا، ليوبولد فيلهلم بارون فون نوهوف زو بونغلشايد وزوجته أميلي كولين، تلقى تعليمه في بلاط الفرنسي، بحيث خدم أولاً في الجيش الفرنسي ثم التحق بالجيش السويدي، ومن هناك أدرك غيورغ هاينريش فون غورتس وزير الملك كارل الثاني عشر قدرته على الدسائس، فأرسله إلى إنجلترا وإسبانيا للتفاوض مع الكاردينال ألبيروني، إلا أنه فشل في إقناعه، لذلك عاد خائباً إلى السويد، ومع ذلك رجع إلى إسبانيا، ودخل خدم ألبيروني ثم الدوق ريبردا، وعُيّن عقيدًا وتزوج من إحدى وصيفات الملكة، وبعد فترة وجيزة من هجر زوجته وتوجه نحو فرنسا وانخرط في الشؤون المالية لـ جون لو وفي ازدهار شركة المسيسيبي؛ ثم عاش حياة متجولة زار فيها البرتغال وهولندا وإيطاليا.
أثناء إقامته في جنوة تعرف نوهوف على بعض المتمردين والمنفيين الكورسيكيين، وأقنعهم بأنه يستطيع تحرير بلادهم من طغيان جنوة إذا جعلوه ملكًا على الجزيرة، وبمساعدة أحد بايات تونس، تمكن من نزول بكورسيكا في مارس 1736 بمساعدة عسكرية، انتخبه سكان الجزيرة الذين لم تنجح حملتهم، وتوجوه ملكًا، واتخذ اسم الملك ثيودور الأول، وقام أصدر المراسيم، وأسس وسام الفروسية، وشن حربًا على جنوة، محققًا بعض النجاح في البداية، ولكن مع الاقتتال الداخلي بين المتمردين سرعان ما أدى إلى هزيمتهم، وضعت جنوة مكافأة على رأسه ونشروا سردًا لماضيه، وغادر كورسيكا في نوفمبر 1736، ظاهريًا لطلب المساعدة الأجنبية، بعد استطلاع إمكانية الحماية من إسبانيا ونابولي، انطلق بعدها إلى هولندا حيث ألقي القبض عليه بسبب الديون في أمستردام.
عند استعادة حريته، أرسل ثيودور ابن أخيه إلى كورسيكا مع إمدادات من الأسلحة، عاد هو نفسه إلى كورسيكا في أعوام 1738 و1739 و1743، لكن القوات الجنوية والفرنسية المشتركة استمرت في استعادة الجزيرة، بعد ذلك فر إلى هولندا مرة أخرى وعاش بضع سنوات في المنفى بقصر بالقرب من زوتفن، ومن هناك وضع خططًا لإجراءات جديدة لاستعادة سلطته في كورسيكا، وفي عام 1749 وصل إلى إنجلترا لطلب الدعم، ولكنه وقع في الديون وحُبس في سجن المدينين في لندن حتى عام 1755، استعاد حريته بعد أن إعلان إفلاسه، ومتنازلاً عن عن حقه في المطالبة بمملكته لدائنيه، وعاش على صدقات هوراس والبول وبعض الأصدقاء الآخرين حتى وفاته في لندن عام 1756 عن عمر يناهز 62 عامًا.
كانت زوجته الثانية كاتالينا سارسفيلد من أصل إيرلندي نبيل ولهما ابنة واحدة لم يذكر اسمها، وأيضا ادّعى أحد الكولونيلات ربما يسمى فريدريك والمعروف بأمير كابريرا، أنه ابنه، كتب فريدريك المزعوم هذا سردًا عن حياة والده المزعومة بعنوان "مذكرات لخدمة تاريخ كورسيكا".